# Matthew Glaetzer
Matthew Glaetzer (Adelaida, 24 d'agost de 1992) és un ciclista australià especialista en pista.

## Palmarès
- 2010
  -  Campió del món júnior en Velocitat
  -  Campió del món júnior en Keirin
- 2011
  -  Campió d'Austràlia en Velocitat per equips
- 2012
  -  Campió del món en Velocitat per equips (amb Scott Sunderland i Shane Perkins)
  - Campió d'Oceania en Keirin
  - Campió d'Oceania en Velocitat
  - Campió d'Oceania en Velocitat per equips
  -  Campió d'Austràlia en Keirin
  -  Campió d'Austràlia en Velocitat per equips
- 2013
  - Campió d'Oceania en Keirin
  - Campió d'Oceania en Velocitat
- 2014
  - 1r als Jocs de la Commonwealth en Keirin
  - Campió d'Oceania en Velocitat
  -  Campió d'Austràlia en Velocitat
  -  Campió d'Austràlia en Quilòmetre
- 2015
  - Campió d'Oceania en Keirin
  - Campió d'Oceania en Velocitat
  -  Campió d'Austràlia en Velocitat
- 2016
  -  Campió d'Austràlia en Velocitat
  -  Campió d'Austràlia en Velocitat per equips (amb Patrick Constable i Jai Angsuthasawit)

### Resultats a laCopa del Món
- 2013-2014
  - 1r a Aguascalientes, en Velocitat
- 2014-2015
  - 1r a Guadalajara, en Velocitat
- 2015-2016
  - 1r a Cambridge, en Velocitat
- 2017-2018
  - 1r a Pruszków, en Velocitat
  - 1r a Manchester, en Quilòmetre